# PPoPP
PPoPP（英語：Principles and Practice of Parallel Programming）是关于并行计算编程和并行编程实践的国际会议，每年都召开一次。2009年的网址为https://web.archive.org/web/20091002120139/http://ppopp09.rice.edu/ 。